# Gumstix
Gumstix er et firma grundlagt i 2003 af Gordon Kruberg, som producerer små single-board computere. Navnet Gumstix refererer til, at de første producerede computeres størrelse var på omkring en stang tyggegummi.
Selvom hovedcomputer designet altid har været proprietær, er design af udvidelseskort udgivet under Creative Commons Share-alike licensen.
Softwarestakken er Linux-baseret, bygget ved at anvende OpenEmbedded framework.